# 醫療中心停留場
醫療中心停留場（日语：／ Medikaru-sentā teiryūjō */?），又稱醫療中心電車站，是位於長崎縣長崎市新地町，長崎電氣軌道大浦支線的電車站。車站編號為47。
此站最接近長崎港醫療中心。

## 歷史

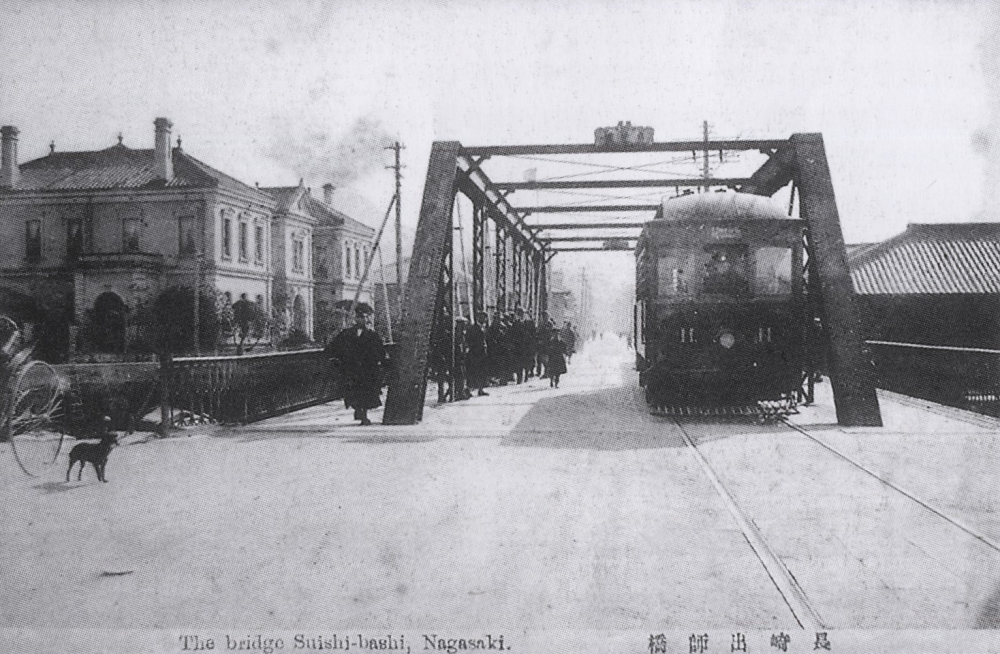
越過出師橋的電車（大正時代）

此電車站在1916年（大正5年）以出師橋停留場（日语：／）的名義啟用。「出師橋」這名字是取自曾經建設在當地的橋樑，該橋樑在日俄戰爭時作為士兵出征的地方（「在日文，「出師」與「出兵」同義」）。電車站在太平洋戰爭下的1944年（昭和19年），隨著開始急行運輸而廢止。在戰後的1949年（昭和24年）重開。
在1961年（昭和36年）把出師橋撤走。在橋上的長崎電軌路軌也遷移至另一處，舊線上的出師橋停留場廢止，於新線上設置了市民病院前停留場（日语：／）。在2018年（平成30年）改名為醫療中心停留場。

### 年表
- 1916年（大正5年）12月27日 - 出師橋停留場啟用[3][5]。
- 1944年（昭和19年）1月 - 在戰時中開始急行運輸，此電車站廢止[3]。
- 1949年（昭和24年）2月 - 電車站重開[3]。
- 1961年（昭和36年）10月5日 - 走經變更，舊線上的電車站廢止[3]，並遷移至新線上，同時新電車站命名為市民醫院前停留場[5][6]。
- 1990年（平成2年）6月17日 - 向築町一方遷0.1公里[3]。
- 2018年（平成30年）8月1日 - 電車站改名為醫療中心停留場[4][7]。

## 電車站構造
電車站是建造在共用行車道上，設有2面2線的低地台相對式月台。東邊為石橋方向月台，西邊為新地中華街方向月台。

### 運行系統
此電車站是大浦支線電車站之一。當中5系統駛入此站。

## 使用狀況
根據「長崎電軌」的調査，以下為1日的上下車人次資料。
- 1998年 - 1,385人[1]
- 2015年 - 600人[10]

## 電車站周邊
電車站前方設有長崎港醫療中心。在醫院前設有「我國鐵路發祥之地」碑，以紀念湯瑪士·布雷克·哥拉巴在當地首次於日本試驗蒸氣機車行走。電車站鄰近觀光景點荷蘭坂，但是沒有很多觀光客使用此電車站。另外，活水女子大學（東山手校園）最近此電車站。
從大浦支線電車站乘車前往長崎站前方向時，需要在鄰站新地中華街停留場轉乘電車。為了解決乘客於新地中華街轉乘的不便，近年計劃從此電車站建設400米的路軌連接本線的出島停留場，該路線不途經新地中華街。
- 長崎水邊之森公園（日语：長崎水辺の森公園）
- 長崎出島道路（日语：ながさき出島道路）新地町出入口
- 海星中學校及高等學校

## 相鄰電車站
長崎電氣軌道
大浦支線（■5號系統） 
新地中華街（31A/B）－醫療中心（47）－大浦海岸通（48）
- 在1990年（平成2年），此電車站與新地中華街停留場之間曾設有入江町停留場。

## 注腳
1. 1 2 3 4 5  田栗 & 宮川 2000，第71頁.
2. 1 2 3 4  田栗 2005，第92頁.
3. 1 2 3 4 5 6 7 8 9  今尾 2009，第57頁.
4. 1 2  . 長崎電気軌道. 2018-03-30  [2018-04-04]. （原始内容存档于2018-03-30） （日语）.
5. 1 2  100年史，第126頁.
6. ↑  100年史，第128頁.
7. ↑  浅野孝仁. . 毎日新聞（地方版・長崎） (毎日新聞西部本社). 2018-07-31: 23 （日语）.
8. 1 2  100年史，第130頁.
9. 1 2  川島 2013，第49頁.
10. ↑  100年史，第125頁.
11. 1 2  田栗 & 宮川 2000，第128–129頁.